# Greatest (Duran Duran)
Greatest è una raccolta del gruppo musicale synth-pop inglese Duran Duran, pubblicata il 3 novembre 1998.
Contiene i maggiori singoli del gruppo da Duran Duran (1981) a Medazzaland (1997).
È la versione del decimo anniversario dell'uscita della raccolta Decade: Greatest Hits includendo New Moon on Monday e 4 canzoni pubblicate negli anni novanta.
Nel 1999 uscì anche una VHS (in DVD dal 2003) col titolo di Greatest: The Videos, contenente 21 video musicali del gruppo.
La raccolta, che uscì in un momento interlocutorio della loro carriera, permise al gruppo di tornare ad una certa visibilità. Infatti nel Regno Unito vendette 900.000 copie mentre negli USA pur non superando il 170° posto della classifica di Billboard vendette complessivamente 1.000.000 di copie. 

## Tracce
1. Is There Something I Should Know? – 4:10 – non pubblicato su un album
2. The Reflex (7" Version) – 4:24 – da Seven and the Ragged Tiger
3. A View to a Kill – 3:34
4. Ordinary World (Single Version) – 4:42 – da Duran Duran (The Wedding Album)
5. Save a Prayer (US Single Version) – 3:47 – da Rio
6. Rio (US Edit) – 4:45 – da Rio
7. Hungry Like the Wolf (Single Edit) – 3:25 – da Rio
8. Girls on Film – 3:27 – da Duran Duran
9. Planet Earth – 3:57 – da Duran Duran
10. Union of the Snake – 4:22 – da Seven and the Ragged Tiger
11. New Moon on Monday (da Seven and the Ragged Tiger) – 4:16
12. The Wild Boys – 4:17 – da Arena
13. Notorious (45 Mix) – 4:00 – da Notorious
14. I Don't Want Your Love (Shep Pettibone 7" Mix) – 3:48 – da Big Thing
15. All She Wants Is (45 Mix) – 4:26 – da Big Thing
16. Electric Barbarella (Edit) – 4:17 – da Medazzaland
17. Serious (7" Edit) – 3:56 – da Liberty
18. Skin Trade (Radio Cut) – 4:26 – da Notorious
19. Come Undone (Edit) – 4:15 – da Duran Duran (The Wedding Album)